# راي برادبري
رايموند دوغلاس «راي» برادبري (بالإنجليزية: Ray Bradbury)‏ (22 أغسطس 1920 - 5 يونيو 2012) أديب وكاتب سيناريو أمريكي. كتب في مجالات متنوعة من الأدب، مثل الفانتازيا والخيال العلمي والرعب والغموض.
من أشهر أعماله الرواية الديستوبية فهرنهايت 451 (1953)، ومجموعاته من الخيال العلمي والرعب، والتواريخ المريخية (1950). والرجل المصور (1951)،  وأحتفي بإثارة الجسد (1969)، كان برادبري أحد أشهر الكتاب الأمريكيين في القرنين العشرين والحادي والعشرين، وبالرغم من اشتهاره بالفنتازيا، إلا أنه كتب ضمن أنواع أدبية أخرى، مثل روايته نبيذ الهندباء (1957)، ومذكراته التخيلية الظلال الخضراء، الحوت الأبيض (1992).
حصل برادبري على العديد من الجوائز، بما في ذلك بوليتزر عن فئة الجوائز الخاصة والاستشهادات عام 2007، وقد كتب وكان مستشارًا لسيناريوهات الأفلام والنصوص التليفزيونية، مثل موبي ديك وقادم من الفضاء الخارجي. أعدت الكثير من أعماله للكتب المصورة والتلفزيون والأفلام.
عند وفاته في عام 2012، وصفته صحيفة نيويورك تايمز بـ «الكاتب الأكثر مسؤولية عن إدخال الخيال العلمي الحديث إلى التيار الأدبي».

## نشأته
ولد برادبري في 22 أغسطس 1920، في ووكيغان، ولاية إلينوي. والدته هي إستير (لقبها قبل الزواج موبرغ) برادبري (1888-1966)، وهي مهاجرة سويدية، ووالده هو ليونارد سبولدينغ برادبري (1890-1957)، وقد كان عاملًا في خطوط الطاقة والهاتف من أصل إنجليزي. وقد حصل على اسمه الأوسط «دوغلاس» تيمنًا بالممثل دوغلاس فيربانكس. وكان برادبري قريبًا لباحث شكسبير الأمريكي دوغلاس سبولدينغ ويرجع نسبه لماري برادبري، التي حوكمت في إحدى محاكمات السحر في سالم عام 1692.
كان برادبري محاطًا بعائلة كبيرة خلال طفولته المبكرة وسنوات نشأته في ووكيغان. وقد قرأت له عمته القصص القصيرة حين كان طفلاً. وبنت هذه الفترة الأسس التي جعلته كاتبًا. في الأعمال الخيالية لبرادبري، أصبحت ووكيغان في فترة العشرينيات من القرن الماضي «المدينة الخضراء»، إلينوي.
عاشت عائلة برادبري في توكسون، ولاية أريزونا، خلال الفترات 1926-1927 و 1932-1933 بينما كان والده يبحث عن عمل، وفي كل مرة كان يعود إلى ووكيغان. واستقرت الأسرة في نهاية المطاف في لوس أنجلوس عام 1934 عندما كان برادبري يبلغ من العمر 14 عامًا. وكانت تمتلك مبلغ 40 دولارًا أمريكيًا فقط (أي ما يعادل 764 دولارًا في عام 2019)، والذي خصص للإيجار والطعام إلى أن وجد والده أخيرًا عملًا في صنع الأسلاك في شركة الكابلات مقابل 14 دولارًا في الأسبوع (أي ما يعادل 268 دولارًا في 2019). لذا استطاعوا البقاء هناك. وجعل هذا برادبري، العاشق لهوليوود، سعيدًا.
ارتاد برادبري مدرسة لوس أنجلوس الثانوية وكان نشطًا في نادي الدراما. وغالبًا ما كان يتزلج عبر هوليوود على أمل مقابلة المشاهير. كان من بين المبدعين والموهوبين الذين قابلهم برادبري رائد المؤثرات الخاصة راي هاريهاوزن ونجم الراديو جورج برنز. وكان أول أجر يتلقاه برادبري ككاتب، في سن الرابعة عشرة، لقاء نكتة باعها لجورج برنز ليستخدمها في برنامجه الإذاعي برنز وألين.

## سيرته
ولد رايموند دوغلاس برادبري في مدينة ووكيغان في مقاطعة ليك بولاية إلينوي الأمريكية في 22 أغسطس 1922، وانتقلت عائلته إلى لوس أنجلوس في سنة 1934 في فترة الكساد الكبير. وبعد أن ترك المدرسة عمل في بيع الصحف بالإضافة إلى التأليف في أوقات الفراغ.
بدأ ينشر مؤلفاته من مطلع أربعينات القرن العشرين، حيث نشر أول قصة له في سنة 1941. ومن مؤلفاته الشهيرة مجموعة التواريخ المريخية الصادرة في سنة 1947، ثم رواية فهرنهايت 451 في سنة 1953 التي منحته الشهرة العالمية.
تزوج برادبري في سنة 1947 من مارغريت ماكلور (1922–2003)، وبقيا معاً حتى وفاتها، ولهما أربع بنات.
ألّف برادبري 13 رواية وأكثر من 400 قصة قصيرة، وتحول بعضها إلى أفلام أو صور متحركة بالإضافة إلى العديد من المسرحيات والسيناريوهات لأفلام سينمائية وبرامج تلفزيونية
أُصيب بسكتة دماغية قبل عدة سنوات من وفاته فبقي مقعداً يتنقل على كرسي، لكنه حافظ على نشاطه في التأليف والمشاركة في الفعاليات الأدبية وجمع التبرعات.

## الوفاة
توفي مساء 5 يونيو 2012 (أو صباح 6 يونيو بالتوقيت العالمي المنسق) في لوس أنجلوس، وأوصى أن يدفن في مقبرة الحديقة التذكارية في ويستوود فيليج، وأن يُكتَب على شاهدة قبره «مؤلف فهرنهايت 451».

## وصلات خارجية
- راي برادبري على موقع IMDb (الإنجليزية)
- راي برادبري على موقع الموسوعة البريطانية (الإنجليزية)
- راي برادبري على موقع مونزينجر (الألمانية)
- راي برادبري على موقع ألو سيني (الفرنسية)
- راي برادبري على موقع ميوزك برينز (الإنجليزية)
- راي برادبري على موقع أول موفي (الإنجليزية)
- راي برادبري على موقع قاعدة بيانات الأفلام السويدية (السويدية)
- راي برادبري على موقع إن إن دي بي (الإنجليزية)
- راي برادبري على موقع ديسكوغز (الإنجليزية)
- راي برادبري على موقع قاعدة بيانات الفيلم (الإنجليزية)
- راي برادبري  على قاعدة بيانات الخيال التأملي على الإنترنت